# Gräfenhainichen
Gräfenhainichen är en stad i östra Tyskland, belägen i Landkreis Wittenberg i förbundslandet Sachsen-Anhalt, 50 km norr om Leipzig och 25 km sydväst om Wittenberg. Kommunsammanslagningar skedde år 2007 med Jüdenberg och år 2011 med Möhlau, Schköna, Tornau och Zschornewitz.

## Geografi

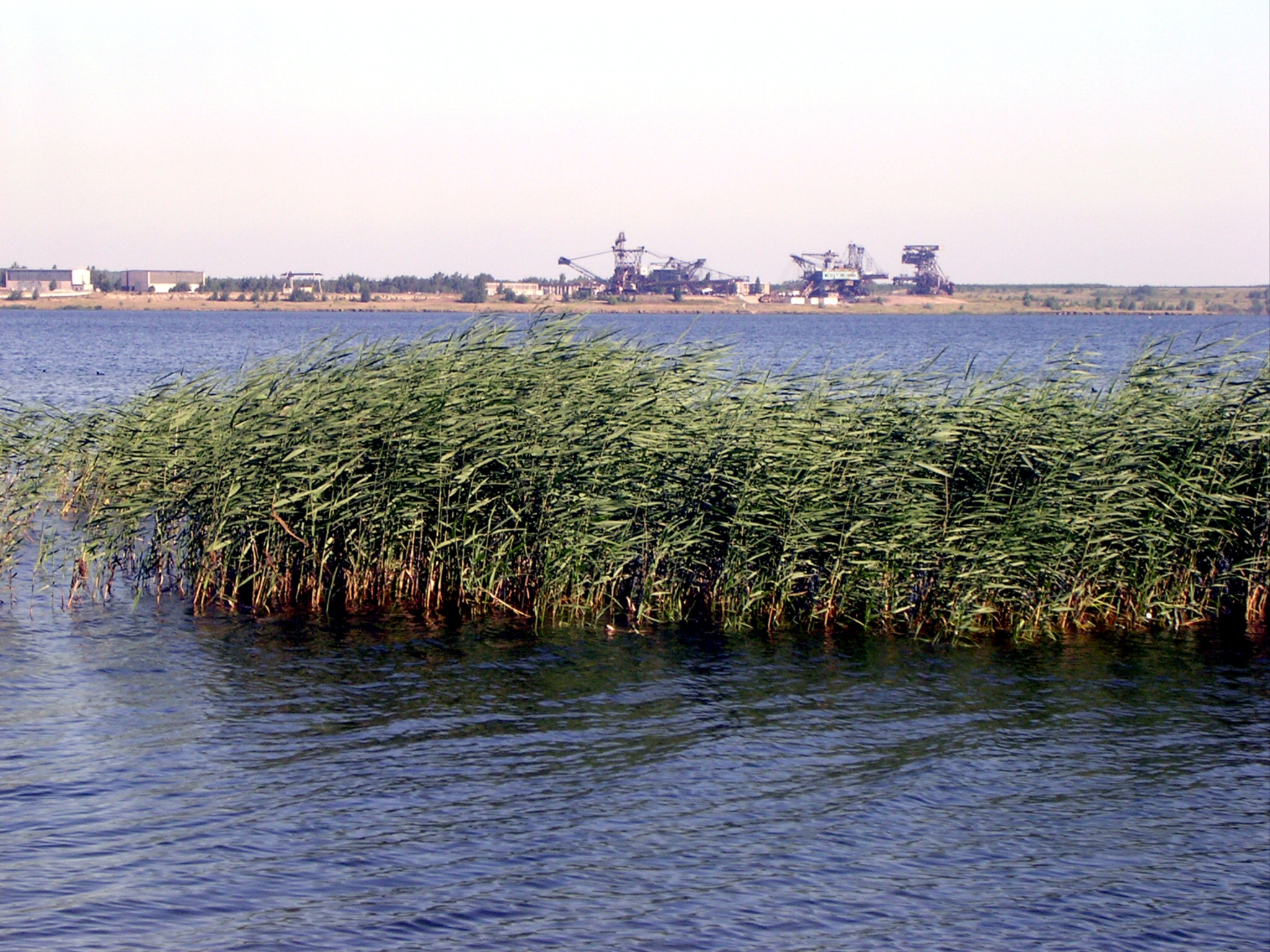
Utsikt mot Ferropolis över Gremminer See från Gräfenhainichen.

Staden ligger i utkanten av landskapet Dübener Heide.
I stadens närhet finns de båda sjöarna Gremminer See, med industrimuseet Ferropolis, och Gröberner See, söder om staden. Båda sjöarna har uppstått i modern tid genom att tidigare brunkolsdagbrott har vattenfyllts, Gremminer See så sent som 2000-2012 genom att vatten avleddes från floden Mulde.

## Historia
Gräfenhainichen omnämns första gången i skrift 1285 som förläning för greve Albrekt II av Anhalt. Orten hette ursprungligen zu dem Hayne, senare Gravenalbrechtshayn, vilket blev ursprunget till det moderna namnet. 1454 bekräftades stadens stadsrättigheter, efter att en brand förstört stadens arkiv. I staden föddes 1607 psalmförfattaren Paul Gerhardt, som är stadens mest berömde invånare. Staden förstördes till större delen år 1637, av svenska trupper under trettioåriga kriget.
1859 fick staden en station på järnvägen Wittenberg-Bitterfeld vilket inledde en industrialisering. I staden fanns fram till 1990-talet flera tryckerier.
Ett koncentrationsläger inrättades i staden i samband med det nazistiska maktövertagandet. I lägret fängslades huvudsakligen oppositionella. Fångarna överfördes i augusti 1933 till koncentrationslägret Lichtenburg.
Från 1890-talet bedrevs brunkolsbrytning utanför staden, som nådde sin höjdpunkt under DDR-epoken. Idag påminner industrimuseet Ferropolis, där de jättelika gruvmaskinerna finns utställda, om gruvdriften i trakten.
Under perioden 1952-1990 var Gräfenhainichen huvudort i Kreis Gräfenhainichen i Bezirk Halle i Östtyskland. I samband med distriktsreformen 1994 förlorade staden sin status som Kreisstadt och blev en del av Landkreis Wittenberg.

## Kultur och sevärdheter
- Ferropolis, industrihistoriskt utomhusmuseum över brunkolsbrytningen i området.
- Flera minnesmärken och museer över Paul Gerhardt:
  - Paul Gerhardt-kapellet, invigt 1844, idag utställningslokal.
  - Paul-Gerhardt-Haus
  - Paul-Gerhardt-Denkmal
- Slottsruinen, idag evenemangsplats
- Boktryckarmuseet

## Kommunikationer
Gräfenhainichen har en station på järnvägssträckan Berlin - Halle (Saale). Stationen trafikeras av regionaltåg.
Genom staden passerar Bundesstrasse 107 (Pritzwalk - Chemnitz) och Bundesstrasse 100 (Halle (Saale) - Kemberg). Närmaste motorväg är A9, som nås via avfarten Dessau-Ost 17 km från staden.

## Berömda personer från Gräfenhainichen
- Paul Gerhardt (1607-1676), luthersk pastor och psalmdiktare. Författade bland annat den tyska originaltexten till I denna ljuva sommartid.
- Wilhelm Ohnesorge (1872-1962), NSDAP-politiker, rikspostminister under Nazityskland.
- Hugo Winckler (1863-1913), orientalist.